# Flower (Atsuko Maeda)
Flower è il singolo di debutto della cantante e attrice giapponese Atsuko Maeda, estratto dal primo album in studio Selfish e pubblicato il 22 giugno 2011 dall'etichetta King Records.
Pubblicato quando la cantante faceva ancora parte del gruppo idol delle AKB48, il singolo ha esordito alla posizione numero 1 della classifica settimanale della Oricon, con circa 177 000 copie vendute.
Il singolo è stato certificato disco di platino dalla Recording Industry Association of Japan nel luglio 2011 per aver superato le 250 000 copie vendute in Giappone.

## Il disco
Il disco è stato pubblicato in quattro versioni: tre versioni comprese di CD e DVD e una compresa di solo CD. Le prime edizioni delle prime tre versioni comprendevano in allegato un photobook di Maeda (uno diverso per ogni versione), mentre la versione con solo CD aveva in allegato un biglietto che permetteva di incontrare Maeda in occasione di uno dei cosiddetti handshake event delle AKB48.
Il singolo ha venduto circa 177 000 copie nella prima settimana, battendo il precedente record di 163 000 copie appartenuto a Dear J di Tomomi Itano per quanto riguarda le vendite di un singolo di debutto di un membro delle AKB48. Flower detiene anche il primato di singolo di debutto di un'artista femminile più venduto, fino a quel momento appartenuto a Taiyō no uta di Erika Sawajiri. È inoltre il singolo di debutto di maggior successo commerciale pubblicato da una cantante facente parte di un gruppo femminile, avendo tolto tale primato a Ai no bakayarō di Maki Gotō delle Morning Musume.
La title track del singolo è stata utilizzata come tema musicale del film Moshidora, con protagonista la stessa Maeda.

## Tracce
Versione "Act 1"
Testi di Yasushi Akimoto.
1. Flower – 4:14 (musica: Makoto Wakatabe)
2. Kono mune no melody (この胸のメロディー?) – 4:18 (musica: Myu)
3. Hōzue to caffè macchiato (頬杖とカフェ・マキアート?) – 4:37 (musica: Ryūsuke Taira)
4. Flower (Off vocal version) – 4:14
5. Kono mune no melody (Off vocal version) – 4:18
6. Hōzue to caffè macchiato (Off vocal version) – 4:37

1. Flower (videoclip)
2. Flower (videoclip, dialog version)
3. Ima, kangaete iru koto (intervista ad Atsuko Maeda)
4. Flower (Making of)

Versione "Act 2"
Testi di Yasushi Akimoto.
1. Flower – 4:14 (musica: Makoto Wakatabe)
2. Kono mune no melody (この胸のメロディー?) – 4:18 (musica: Myu)
3. Yoake made (夜明けまで?) – 4:27 (musica: Haruyuki)
4. Flower (Off vocal version) – 4:14
5. Kono mune no melody (Off vocal version) – 4:18
6. Yoae made (Off vocal version) – 4:27

1. Flower (videoclip)
2. Flower (videoclip, dialog version)
3. Flower ga saku made: Maeda Atsuko no kiseki (documentario su Atsuko Maeda)

Versione "Act 3"
Testi di Yasushi Akimoto.
1. Flower – 4:14 (musica: Makoto Wakatabe)
2. Kono mune no melody (この胸のメロディー?) – 4:18 (musica: Myu)
3. La Brea Ave. – 3:59 (musica: Radhika Vekaria, Jonas Westling, GoldDust)
4. Flower (Off vocal version) – 4:14
5. Kono mune no melody (Off vocal version) – 4:18
6. La Brea Ave. (Off vocal version) – 3:59

1. Flower (videoclip)
2. Flower (videoclip, dialog version)
3. Ima, kite mitai oyōpuku (intervista ad Atsuko Maeda)

Versione solo CD
Testi di Yasushi Akimoto.
1. Flower – 4:14 (musica: Makoto Wakatabe)
2. Kono mune no melody (この胸のメロディー?) – 4:18 (musica: Myu)
3. Brunch wa blueberry (Brunchはブルーベリー?) – 4:22 (musica: Shingo Okuda)
4. Mōsō denwa "moshi, Maeda Atsuko ga koibito dattara..." 1 – 1:34
5. Mōsō denwa "moshi, Maeda Atsuko ga koibito dattara..." 2 – 1:44
6. Mōsō denwa "moshi, Maeda Atsuko ga koibito dattara..." 3 – 1:29

## Classifiche
| Classifica (2011) | Posizione più alta |
| ----------------- | ------------------ |
| Giappone (Oricon) | 1                  |